# تشی دماغه
تشی دماغه (نام علمی: Hystrix africaeaustralis) که بومی آفریقای جنوبی بوده و از خانواده تشی‌های بر قدیم است.